# IC 1156
IC 1156 је елиптична галаксија у сазвјежђу Херкул која се налази на листи објеката дубоког неба у Индекс каталогу.
Деклинација објекта је + 19° 43' 26" а ректасцензија 16h 0m 37,3s. Привидна величина (магнитуда) објекта IC 1156 износи 13,9 а фотографска магнитуда 14,9. IC 1156 је још познат и под ознакама MCG 3-41-25, CGCG 108-44, NPM1G +19.0450, PGC 56650.